# Bahnhof Nykøbing Mors
Der Bahnhof Nykøbing Mors (Nykøbing M.) der Danske Statsbaner (DSB) war der Bahnhof der Stadt Nykøbing Mors und der einzige Bahnhof auf der dänischen Insel Mors.

## Geschichte

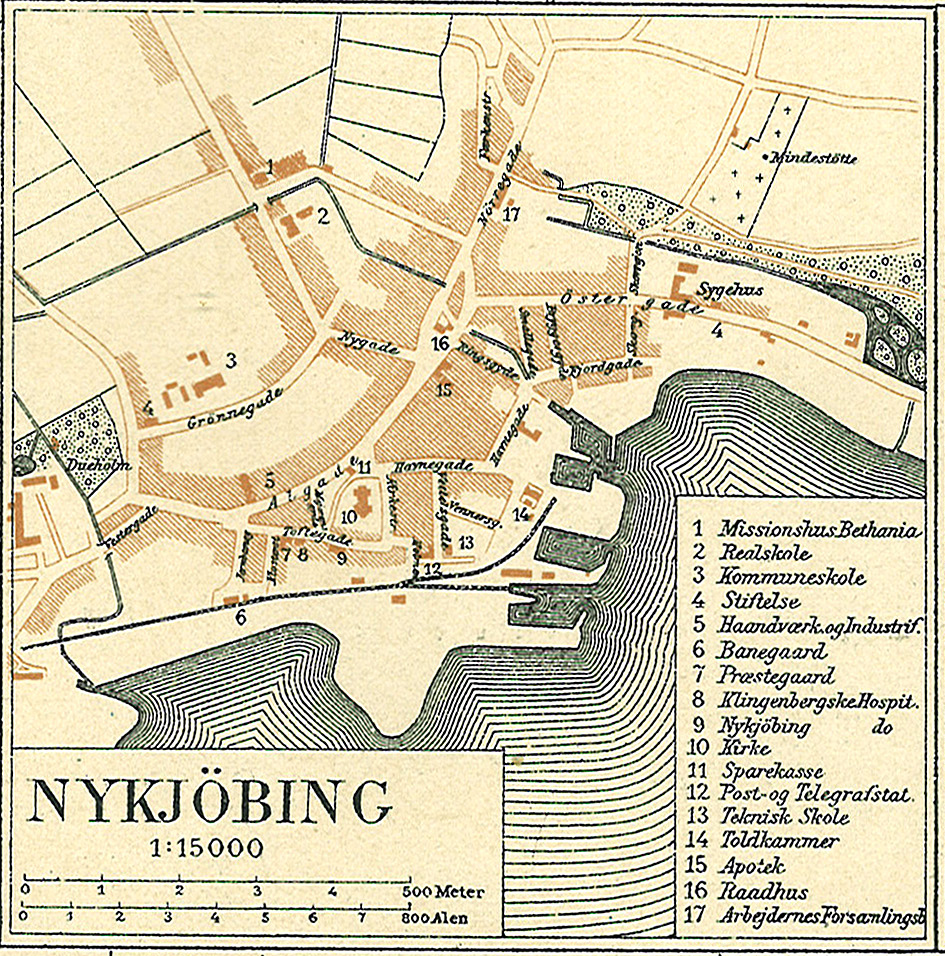
Stadtplan

Am 15. Mai 1884 wurde die Sallingbane von Skive nach Glyngøre eröffnet. Von dort bestand eine Fährverbindung nach Nykøbing Mors. Die Insel Mors konnte von der Sallingbane aber nur profitieren, nachdem Nykøbing einen Bahnhof und eine Eisenbahnfährverbindung bekommen hatte und damit Güterwagen von und zur Insel befördert werden konnten. Am 18. Oktober 1889 wurden die neuen Fähranleger und der Bahnhof eingeweiht.
Am Fähranleger wurde ein langes einstöckiges Expeditionsgebäude für den Personenverkehr errichtet. Dies wurde zum Bahnhofsgebäude von Nykøbing, obwohl 300 m westlich des Fähranlegers – am Ende der Jernbanegade – ein zweistöckiges Gebäude erbaut worden war. Dort waren Wohnungen für die Bediensteten eingerichtet. Es hätte zu einem „richtigen“ Bahnhof umfunktioniert werden können, wenn Bahnstrecken auf Mors gebaut worden wären. Das Gebäude wurde in den 1980er Jahren abgerissen.
Stattdessen wurde dem Expeditionsgebäude am Hafen eine große Rolle zugemessen, es erhielt den Namen Nykøbing Mors Havnestation, ab dem 15. Mai 1931 dann Nykjøbing Mors.
Der Güterverkehr auf der Fährstrecke wurde bereits am 22. Mai 1971 von den DSB eingestellt. Der Fährbetrieb selbst wurde bis zur Einweihung der Sallingsundbroen am 1. Oktober 1977 durchgeführt. Die Gleise wurden entfernt und die Kommune übernahm den Fährhafen, das Bahnhofsgelände und die Gebäude. Die meisten Gebäude wurden 1978/79 abgerissen, weil eine Straße gebaut wurde. Auf einem Teil des Geländes stehen das neue Rathaus und ein Pflegeheim. Nur das Expeditionsgebäude blieb erhalten und wurde 1986 zu einem Restaurant umgebaut.

## Verkehr

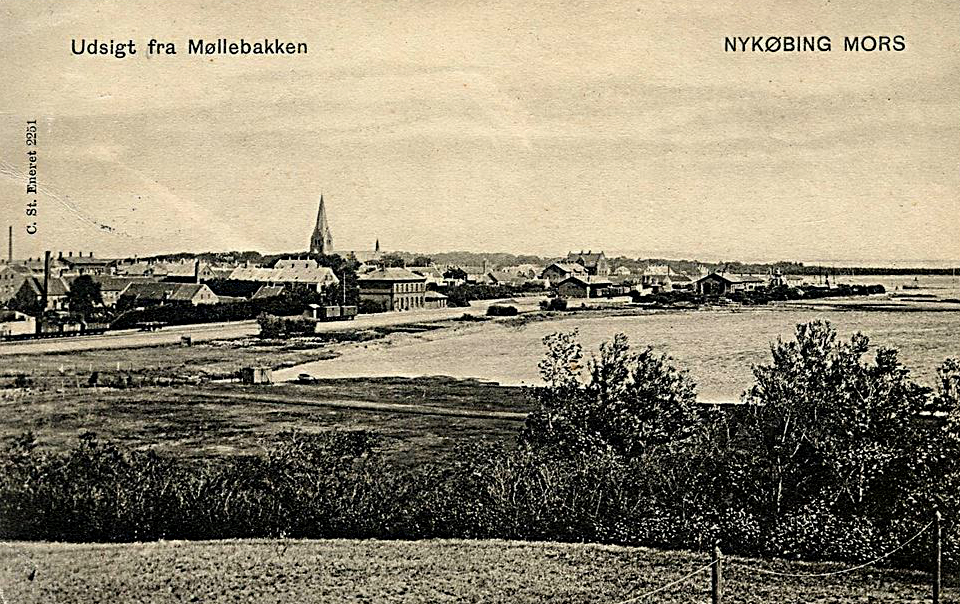
Nykoebing Mors – Bahnhof – etwa 1910

Der Verkehr zum Bahnhof Nykøbing Mors war sehr umfangreich. Ende der 1890er Jahre stand er, gemessen am Umsatz, auf Platz 48 von 345 Abfertigungsstandorten der Staatsbahn. Er hatte einen größeren Umsatz als alle Stationen der Sallingbane ohne Skive zusammen, dieser lag über den Erträgen der Bahnhöfe Thisted, Skanderborg und Ringkøbing.

## Technische Einrichtungen
Zwischen den beiden Bahnhofsgebäuden befand sich nördlich der Gleise ein großes Kaufhaus und südlich der Gleise ein zweigleisiger Lokschuppen mit einer Drehscheibe. Ferner waren ein fest installierter Ladekran sowie eine Seiten- und Endrampe vorhanden. Die Gleisstrecke im Bahnhof war 600 m lang, ein Abzweig führte zum Zollamt. Später wurden zum Hafenbecken nördlich des Fähranlegeplatzes und zu verschiedenen Betrieben weitere Anschlussgleise angelegt.

## Weitere Pläne
Zu Beginn des 20. Jahrhunderts gab es viele Baupläne von Bahnstrecken auf Mors. Sie wurden nie vollständig realisiert. Ein Projekt wurde in Angriff genommen: eine Staatsbahnstrecke von Nykøbing über Vilsund und Thisted zu dem damals erstmals geplanten Hafen in Hanstholm. Dazu entstand 1920 der Plan, den Bahnhof Nykøbing um zwei Fähranlegeplätze, Fußgängertunnel und zusätzliche Bahnsteiggleise zu erweitern, sodass sowohl für die Staatsbahn als auch eine private Bahnstrecke Nykøbing–Karby Platz gewesen wäre.
Noch im gleichen Jahr kam der Bau des Hafens in Hanstholm fast zum Erliegen, das Staatsbahnprojekt schrumpfte 1921 auf einen 15 km langen Abschnitt Nykøbing–Solbjerg, wobei die ersten vier Kilometer der Strecke teilweise errichtet wurden. Am Bahnhof Nykøbing wurde in der Bucht mit der Auffüllung für das neue Gleisfeld begonnen. Das Projekt wurde im März 1925 eingestellt.